# Municipio de Cedar Lake
El municipio de Cedar Lake (en inglés: Cedar Lake Township) es un municipio ubicado en el condado de Scott en el estado estadounidense de Minnesota. En el año 2010 tenía una población de 2779 habitantes y una densidad poblacional de 29,6 personas por km².

## Geografía
El municipio de Cedar Lake se encuentra ubicado en las coordenadas 44°35′39″N 93°27′38″O / 44.59417, -93.46056. Según la Oficina del Censo de los Estados Unidos, el municipio tiene una superficie total de 93.89 km², de la cual 90,96 km² corresponden a tierra firme y (3,12 %) 2,93 km² es agua.

## Demografía
Según el censo de 2010, había 2779 personas residiendo en el municipio de Cedar Lake. La densidad de población era de 29,6 hab./km². De los 2779 habitantes, el municipio de Cedar Lake estaba compuesto por el 96,94 % blancos, el 0,25 % eran afroamericanos, el 0,32 % eran amerindios, el 0,68 % eran asiáticos, el 0,36 % eran de otras razas y el 1,44 % eran de una mezcla de razas. Del total de la población el 1,04 % eran hispanos o latinos de cualquier raza.